# Nelson Piquet jr.
Nelson Ângelo Tamsma Piquet Souto Maior (Heidelberg, 25 juli 1985), ook bekend als Nelson Piquet jr. of Nelsinho, is de zoon van voormalig Braziliaanse autocoureur en Formule 1-wereldkampioen Nelson Piquet Souto Maior. Piquet jr. is evenals zijn vader autocoureur en was in 2008 de 2e rijder naast Fernando Alonso bij het ING Renault F1-team. Nelsinho werd geboren in het Duitse Heidelberg, maar hij racet onder Braziliaanse vlag. Dankzij zijn moeder Sylvia Tamsma bezit Piquet jr. ook de Nederlandse nationaliteit,
Nelson Piquet jr. stapte al op zijn achtste in een kart. De jonge Piquet werd al snel succesvol in diverse Braziliaanse kart-categorieën en stapte na drie behaalde titels in 2001 over naar het Zuid-Amerikaanse Formule 3-kampioenschap. Een jaar later mocht hij zich, met nog vier races te gaan, al gelukkig prijzen met de kampioenstitel.

## Carrière
Op 17-jarige leeftijd verhuisde Nelsinho alleen naar Groot-Brittannië. Na een eigen team te hebben opgezet (Piquet Sports) ging hij in 2003 deelnemen aan het Britse Formule 3-kampioenschap. In dit kampioenschap eindigde Nelsinho met zes overwinningen, vijf verdere podiums, en acht pole-positions uiteindelijk als derde. De jonge Braziliaan wist vooral naam te maken door de eerste startplek te veroveren tijdens de kwalificatie voor de Marlboro Masters dat jaar. Hij wist deze eerdere triomf niet te bezegelen met een overwinning; Nelsinho werd tweede achter Christian Klien, die een jaar later zijn debuut maakte in de Formule 1.
Nelsinho moest het in de winter van 2003 op 2004 doen met een officiële Formule 1 test bij het Williams. Piquet gaat de strijd aan met rivaal Rosberg, die op dezelfde dagen, dezelfde bolide mocht besturen. Beide rijders doen weinig voor elkaar onder en keren terug naar hun eigen kampioenschap. (Nelsinho Britse F3, Rosberg F3 euroseries).
In 2004 wordt Nelsinho met een leeftijd van 19 jaar en 2 maanden de jongste winnaar ooit van het Britse Formule 3-kampioenschap. Hij is tevens de enige zoon van die het kampioenschap wist te winnen. Zijn dominante rol in het Formule 3 kampioenschap wordt opnieuw beloond met een Formule 1 test. Ditmaal bij het BAR Honda team.
In 2005 kruist Piquets pad opnieuw dat van rivaal Rosberg in het nieuwe GP2 kampioenschap. Piquet, uitkomend voor zijn eigen Piquet Sports team, kent net als Rosberg erg veel problemen in de beginfase van het seizoen. Halverwege het seizoen lijken de kansen na een overwinning op het Belgische Spa-Francorchamps te keren, het is echter al te laat om zijn concurrenten nog in te halen. Nelsinho eindigt het kampioenschap op de achtste plaats, terwijl rivaal Rosberg verrassend de titel wint, welke zijn deuren richting de Formule 1 definitief opende.
Eind 2005 komt een jongensdroom uit voor Nelsinho; hij mag namelijk zijn land vertegenwoordigen in het A1GP-kampioenschap. Het leek met twee overwinningen in de eerste race op Brands Hatch opnieuw een succesvol kampioenschap te worden, maar niets was minder waar. Het bleef bij die twee overwinningen, en Nelsinho besloot nog voor het einde zich weer te richten op het GP2 seizoen van 2006.
In het seizoen 2006 komt Nelsinho opnieuw uit in het GP2 kampioenschap. Halverwege het kampioenschap staat hij tweede, achter Lewis Hamilton, de Marlboro Masters winnaar van 2005.
In september 2006 werd Piquet benoemd tot testrijder bij het ING Renault F1 Team. Tijdens het gehele 2007 seizoen was Nelson test en reserve coureur van het Franse team. In 2008 vormde Piquet samen met Fernando Alonso het rijdersduo van Renault. Nelson kende een moeizaam seizoen, maar kende ook een aantal hoogtepunten waaronder de tweede plaats tijdens de Grand Prix van Duitsland en de vierde plaats tijdens de Grand Prix van Japan. Ondanks dat het geen gemakkelijk debuutseizoen was voor Piquet, was hij de beste Braziliaanse debutant in de formule 1 ooit; Nelson behaalde namelijk 19 punten tijdens zijn debuutseizoen. De lijst werd tot dusver aangevoerd door drievoudig wereldkampioen Ayrton Senna, omdat het puntensysteem van 2008 anders was dan 1984, zouden de puntentellingen gelijk zijn dan was Senna de betere.
Nelson kwam ook in 2009 uit voor Renault. Dit keer haalde hij in geen enkele wedstrijd punten en was hij ook in de trainingen steevast langzamer dan teamgenoot Fernando Alonso. Op 3 augustus 2009 maakte Piquet bekend dat het team geen gebruik meer van zijn diensten wilde maken. In een open brief beschuldigde hij Renault-teambaas en manager Flavio Briatore ervan hem nooit een eerlijke kans te hebben gegeven. Zo zou Alonso over beter materiaal hebben beschikt en mocht de Spanjaard meer testen dan de Braziliaan.
Vanaf de Grand Prix van Europa werd Piquet vervangen door de Fransman Romain Grosjean.
In 2010 zette Nelson Piquet zijn raceloopbaan voort in de Amerikaanse NASCAR-klasse.
In het seizoen 2014-2015 rijdt Piquet in het elektrische kampioenschap Formule E. Hij komt uit voor het team China Racing met Ho-Pin Tung als teamgenoot. Op 28 juni 2015 werd hij de eerste kampioen in deze klasse.

### SingaporeCrashgate
Kort na zijn ontslag wordt op aanduiden van een verklaring van Piquet een onderzoek door de FIA geopend naar de gang van zaken tijdens de Grand Prix van Singapore in 2008. Nelson stelt dat hij destijds met opzet tegen een muur reed om een safety car-fase uit te lokken die zijn teamgenoot Alonso in staat zou stellen de race te winnen, wat ook gebeurde. Piquet zou het ongeval hebben veroorzaakt onder druk van de Renault-teamleiders Briatore en Pat Symonds die hun team zo aan een overwinning wilden helpen.
De beschuldigingen lokken bij Briatore een heftige reactie uit en zijn volgens de Italiaan bedoeld als wraakactie voor het ontslag van Piquet. Nog voor de FIA uitspraak doet in de kwestie, op 21 september 2009, ontslaat Renault zowel Briatore als Symonds en kondigt de autofabrikant aan de beschuldigingen niet te bestrijden.

## Formule 1-carrière
| Jaar/Jaren    | Team    |
| ------------- | ------- |
| 2008 t/m 2009 | Renault |

|                       | 2008 | 2009 | Totaal |
| --------------------- | ---- | ---- | ------ |
| Aantal races          | 18   | 10   | 28     |
| Aantal zeges          | 0    | 0    | 0      |
| Aantal pole-positions | 0    | 0    | 0      |
| Aantal snelste ronden | 0    | 0    | 0      |
| Aantal podiumplaatsen | 1    | 0    | 1      |
| Aantal WK-punten      | 19   | 0    | 19     |
| Eindstand WK          | 12   |      |        |

### Totale Formule 1-resultaten
| Seizoen | Inschrijving        | Chassis     | Motor               | 1      | 2      | 3      | 4      | 5      | 6      | 7      | 8      | 9      | 10     | 11    | 12     | 13     | 14     | 15     | 16    | 17    | 18     | Pos | Punten |
| ------- | ------------------- | ----------- | ------------------- | ------ | ------ | ------ | ------ | ------ | ------ | ------ | ------ | ------ | ------ | ----- | ------ | ------ | ------ | ------ | ----- | ----- | ------ | --- | ------ |
| 2008    | ING Renault F1 Team | Renault R28 | Renault RS27 2.4 V8 | AUS NF | MAL 11 | BHR NF | ESP NF | TUR 15 | MON NF | CAN NF | FRA 7  | GBR NF | GER 2  | HUN 6 | EUR 11 | BEL NF | ITA 10 | SIN NF | JPN 4 | CHN 8 | BRA NF | 12  | 19     |
| 2009    | ING Renault F1 Team | Renault R29 | Renault RS27 2.4 V8 | AUS NF | MAL 13 | CHN 16 | BHR 10 | ESP 12 | MON NF | TUR 16 | GBR 12 | GER 13 | HUN 12 | EUR   | BEL    | ITA    | SIN    | JPN    | BRA   | ABU   |        | 21  | 0      |